# Аполлодор Афинский
Аполлодо́р (др.-греч. Ἀπολλόδωρος; около 180 до н. э. — после 120 до н. э.) — древнегреческий писатель II в. до н. э., грамматик.
Изучал грамматику у Аристарха Самофракийского и философию у родосского философа Панетия. В 146 году до н. э. уехал (или сбежал) из Александрии в Пергам, а затем поселился в Афинах.
Из произведений его наиболее важны:
- сочинение о богах,
- комментарий к гомеровскому списку кораблей,
- комментарий к комикам Эпихарму и Софрону,
- сочинение по этимологии
- и хроника, написанная ямбическим размером, в которой он следует хронологической системе Эратосфена.

Важное сочинение по мифологии в 3-х книгах, под заглавием «Библиотека», большая часть которого дошла до нас, представляет расположенный по родословным древам пересказ мифов древнего мира, начиная со сказаний о богах и до сказания о злоключениях Одиссея: оно считалось обыкновенно составленной уже позже выдержкой из более обширного сочинения Аполлодора, но более вероятно, что это самостоятельное произведение жившего позже неизвестного автора («Псевдо-Аполлодора»), тогда как от сочинений Аполлодора до нас дошли лишь отрывки. Издатели дополнили три сохранившиеся книги Эпитомой — попыткой реставрировать содержание несохранившихся книг по отдельным фрагментам и другим источникам, изложенным в стиле автора.